# サッカーカンボジア代表
サッカーカンボジア代表（サッカーカンボジアだいひょう、クメール語:ក្រុមបាល់ទាត់ជម្រើសជាតិកម្ពុជា）は、カンボジアサッカー連盟（FFC）によって構成される、カンボジアのサッカーのナショナルチームである。
ホームスタジアムは、首都プノンペンにあるプノンペン・オリンピックスタジアム。アジアサッカー連盟（AFC）およびASEANサッカー連盟（AFF）に所属。

## 歴史
FIFAワールドカップへの出場はない。AFCアジアカップにはクメール共和国時代の1972年大会に出場、6か国中4位の成績を残した。出場はその1回のみである。
カンボジアではサッカーは非常に人気のあるスポーツであり、近年ではプロリーグも設立された。しかし、国際大会ではあまり良い結果を残せておらず、2012 ASEANカップ予選では、ミャンマー、ラオス、ブルネイ、東ティモール相手に負けて最下位に終わる。
2015年11月17日にカンボジアのホームで行われた2018年W杯アジア2次予選の日本代表戦では前半を0-0で終えるなど奮闘を見せた。なお、その試合は日本が2-0で勝利した。
2017年6月13日にホームで行われた2019年AFCアジアカップ3次予選では、2018年ロシアW杯アジア2次予選でホーム・アウェーともに敗れたアフガニスタンに1-0で勝利した。2018年8月12日、実質的な監督として本田圭佑がゼネラルマネージャーに就任し、フェリックス・ダルマスが登録上の監督として就任した。2019年10月10日に行われた2022 FIFAワールドカップ・アジア2次予選のイラン戦で0-14で敗れ、カンボジア代表にとってはワースト記録を大幅に更新する史上最悪の敗戦となった。それまでは、1995年のインドネシア戦で0-10で敗れたのがワースト記録だった。ただ、これは攻撃的姿勢をチームに根付かせるうえであえて守備固めをしなかったためで、この結果について本田圭佑は「失点を減らすだけのために試合をするなら、サッカーをやめたほうがいい」と語っている。
2021年に本田圭佑とのゼネラルマネージャー契約が延長されたが、監督のフェリックス・ダルマスは契約満了で退任し、後任として廣瀬龍の就任が発表された。2023年4月2日、本田圭佑と廣瀬龍が退任しフェリックス・ダルマスが監督に再就任した。
2023年10月に小川雄大、2024年9月に水野輝といった日本から帰化した選手を招集している。

## 成績

### FIFAワールドカップ
- 1930 - 不参加
- 1934 - 不参加
- 1938 - 不参加
- 1950 - 不参加
- 1954 - 不参加
- 1958 - 不参加
- 1962 - 不参加
- 1966 - 不参加
- 1970 - 不参加
- 1974 - 不参加
- 1978 - 不参加
- 1982 - 不参加
- 1986 - 不参加
- 1990 - 不参加
- 1994 - 不参加
- 1998 - 予選敗退
- 2002 - 予選敗退
- 2006 - 不参加
- 2010 - 予選敗退
- 2014 - 予選敗退
- 2018 - 予選敗退
- 2022 - 予選敗退
- 2026 - 予選敗退

### AFCアジアカップ
- 1956 - 予選敗退
- 1960 - 不参加
- 1964 - 不参加
- 1968 - 予選敗退
- 1972 - 4位
- 1976 - 不参加
- 1980 - 不参加
- 1984 - 不参加
- 1988 - 不参加
- 1992 - 不参加
- 1996 - 不参加
- 2000 - 予選敗退
- 2004 - 不参加
- 2007 - 不参加
- 2011 - 不参加
- 2015 - 不参加
- 2019 - 予選敗退
- 2023 - 予選敗退
- 2027 - 予選敗退

### AFCチャレンジカップ
| 開催年 | 結果               | 試合     | 勝利     | 引分     | 敗戦     | 得点     | 失点     |
| ------ | ------------------ | -------- | -------- | -------- | -------- | -------- | -------- |
| 2006   | グループリーグ敗退 | 3        | 1        | 0        | 2        | 4        | 6        |
| 2008   | 予選敗退           | 予選敗退 | 予選敗退 | 予選敗退 | 予選敗退 | 予選敗退 | 予選敗退 |
| 2010   | 予選敗退           | 予選敗退 | 予選敗退 | 予選敗退 | 予選敗退 | 予選敗退 | 予選敗退 |
| 2012   | 予選敗退           | 予選敗退 | 予選敗退 | 予選敗退 | 予選敗退 | 予選敗退 | 予選敗退 |
| 2014   | 予選敗退           | 予選敗退 | 予選敗退 | 予選敗退 | 予選敗退 | 予選敗退 | 予選敗退 |
| 合計   | 1/5                | 3        | 1        | 0        | 2        | 4        | 6        |

### 東南アジアサッカー選手権
| 開催年       | 結果               | 試合     | 勝利     | 引分     | 敗戦     | 得点     | 失点     |
| ------------ | ------------------ | -------- | -------- | -------- | -------- | -------- | -------- |
| 1996         | グループリーグ敗退 | 4        | 0        | 0        | 4        | 1        | 12       |
| 1998         | 予選敗退           | 予選敗退 | 予選敗退 | 予選敗退 | 予選敗退 | 予選敗退 | 予選敗退 |
| 2000         | グループリーグ敗退 | 4        | 1        | 0        | 3        | 5        | 10       |
| 2002         | グループリーグ敗退 | 4        | 1        | 0        | 3        | 5        | 18       |
| 2004         | グループリーグ敗退 | 4        | 0        | 0        | 4        | 2        | 22       |
| 2007         | 予選敗退           | 予選敗退 | 予選敗退 | 予選敗退 | 予選敗退 | 予選敗退 | 予選敗退 |
| 2008         | グループリーグ敗退 | 3        | 0        | 0        | 3        | 2        | 12       |
| 2010         | 予選敗退           | 予選敗退 | 予選敗退 | 予選敗退 | 予選敗退 | 予選敗退 | 予選敗退 |
| 2012         | 予選敗退           | 予選敗退 | 予選敗退 | 予選敗退 | 予選敗退 | 予選敗退 | 予選敗退 |
| 2014         | 予選敗退           | 予選敗退 | 予選敗退 | 予選敗退 | 予選敗退 | 予選敗退 | 予選敗退 |
| 2016         | グループリーグ敗退 | 3        | 0        | 0        | 3        | 4        | 8        |
| H&A方式 2018 | グループリーグ敗退 | 4        | 1        | 0        | 3        | 4        | 9        |
| 2020         | グループリーグ敗退 | 4        | 1        | 0        | 3        | 6        | 11       |
| H&A方式 2022 | グループリーグ敗退 | 4        | 2        | 0        | 2        | 10       | 8        |
| H&A方式 2024 | グループリーグ敗退 | 4        | 1        | 1        | 2        | 7        | 8        |
| 合計         | 10/15              | 38       | 7        | 1        | 30       | 46       | 118      |

## 歴代監督
- ヨアヒム・フィカート（英語版） 1996-2003
- ソム・サラン（英語版） 2003-2005
- スコット・オドネル（英語版） 2005-2007
- 劉基興（英語版） 2007-2008
- プラック・ソバンナラ（英語版） 2008-2009
- スコット・オドネル（英語版） 2009-2010
- 李泰勳（英語版） 2010-2012
- ホック・ソチェトラ（英語版） 2012
- プラック・ソバンナラ（英語版） 2012-2013
- 李泰勳（英語版） 2013-2017
- フェリックス・ダルマス 2018-2020
- 広瀬龍 2021-2023
- フェリックス・ダルマス 2023-

## 歴代選手
| - スウ・ヤティー - プラッ・モニピルン | - ホン・ペン - ネン・ソテアロット - セウイ・ウィサル - サムウン・ピドー - ヌブ・トラ - ソク・ソヴァン - コク・ボリス - ソク・リシー - スン・ソヴァンナリス | - チャン・ワタナカ - ソス・スハナ - ティト・ディナ - チン・チョウン - チャンタ・ビン - ウン・カニャニス - チャン・リティー - プラク・モニー・ウドム - テアブ・ヴァタナク - スン・ソパンハ - 小川雄大 | - ホック・ソチェトラ - クオン・ラボラヴィー - クチ・ソクンピアク - ケオ・ソクペン - ケオ・ソクノン - ソク・チャンラクスメイ - サン・エル・ナサ |